# Xawery Wolski
Xawery Wolski (* 1960 ve Varšavě v Polsku) je polský akademický sochař, který žije v Polsku a v Mexiku v Ciudad de México a pedagogicky působí na Academy of Fine Arts in Warsaw (Akademia Sztuk Pięknych w Warszawie) a jinde. Jeho díla jsou instalovaná na několika kontinentech. Xawery Wolski pracuje s různorodými materiály, nejčastěji bronz, terakota, drát a rybí kosti.

## Galerie

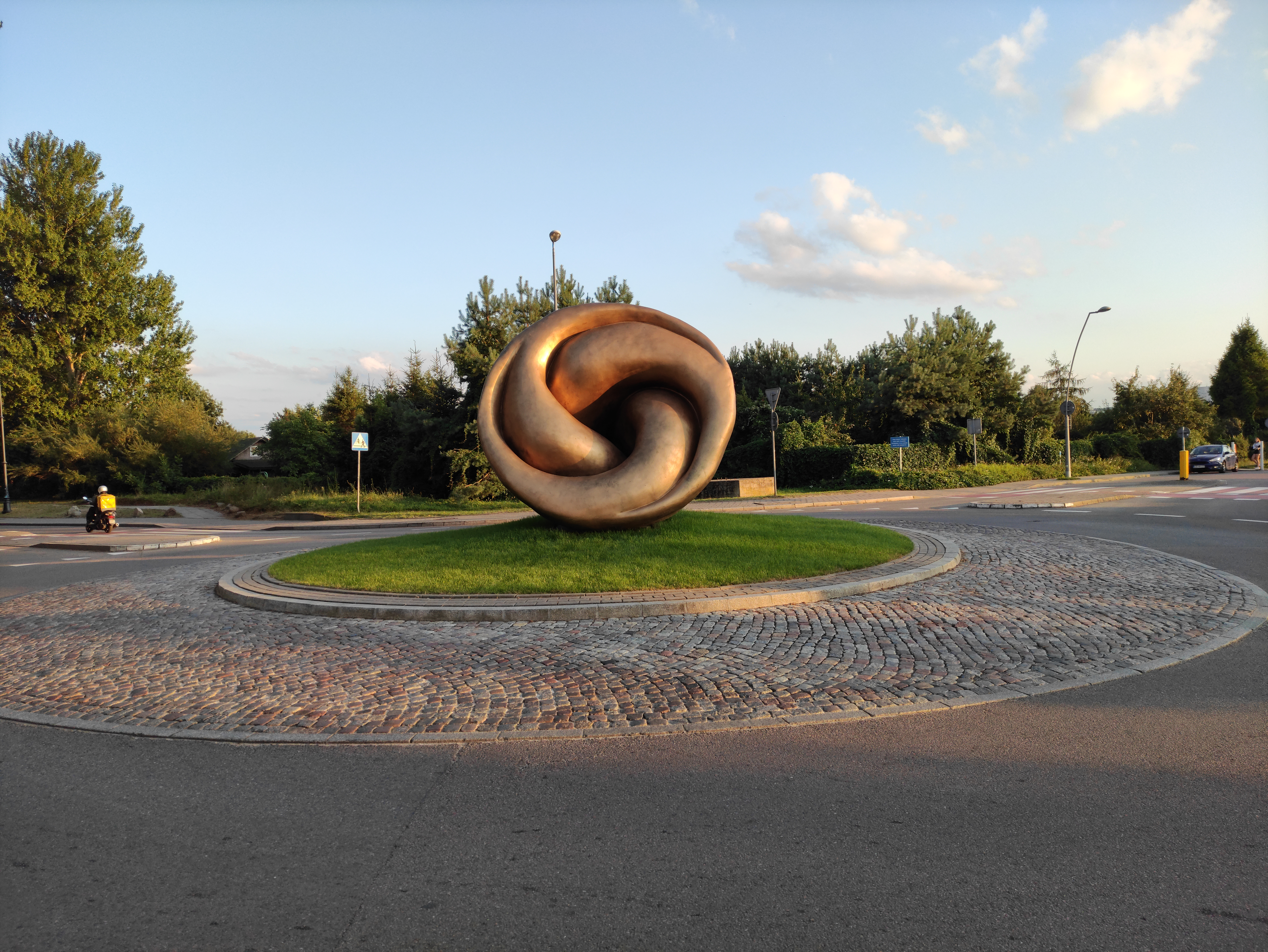
Echo, Sopoty, Polsko
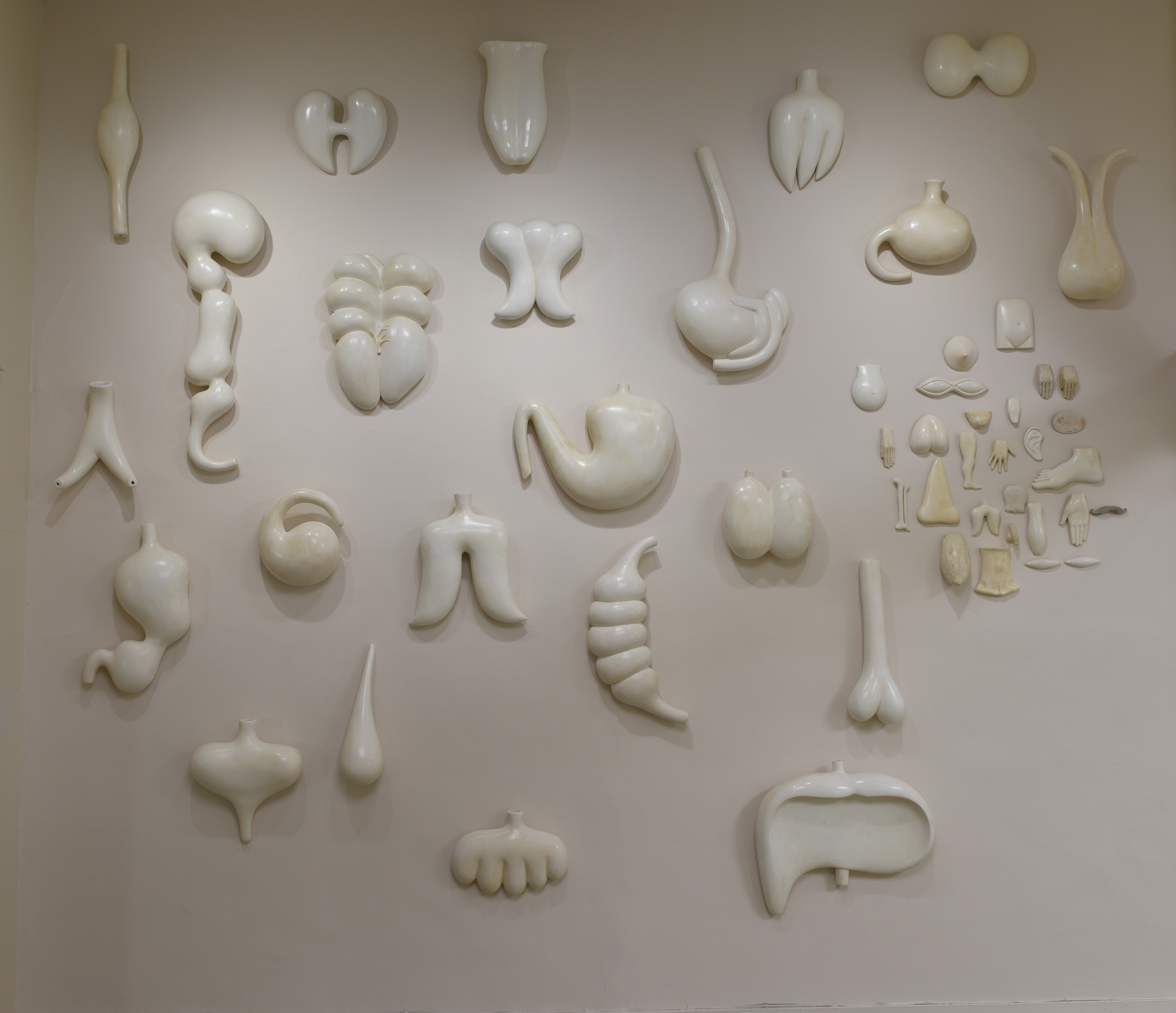
Organs
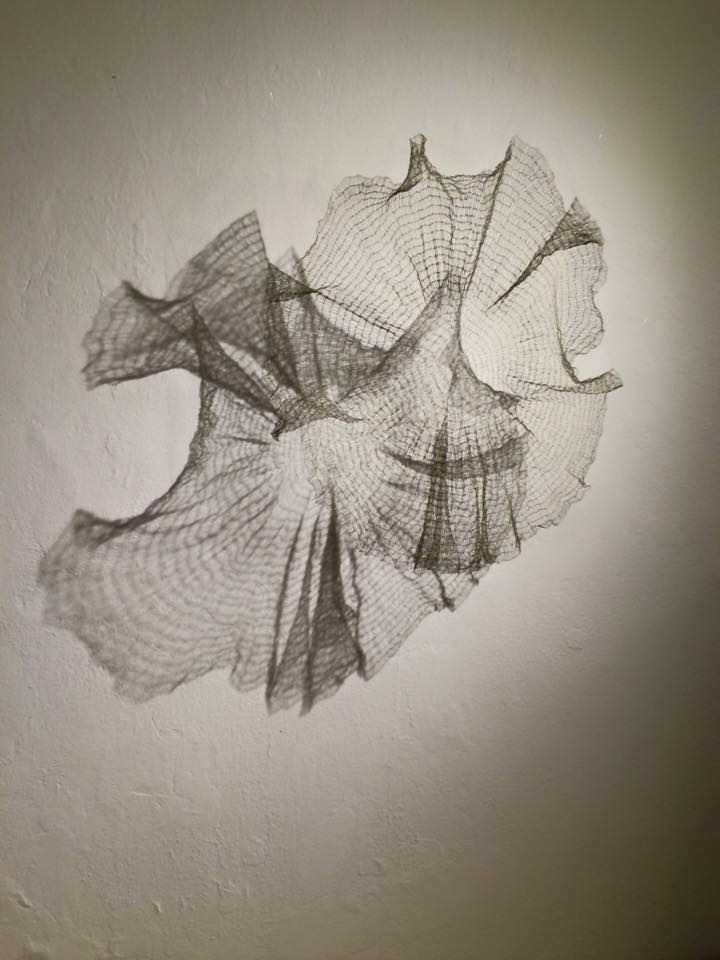
Air Circle